# Lago de los Cuatro Cantones
El lago de los Cuatro Cantones o lago de Lucerna (en alemán: Vierwaldstättersee, en francés: Lac des Quatre Cantons, en italiano: Lago dei Quattro Cantoni/Lago di Lucerna, romanche Lag Lucerna) es un lago de Suiza central. El nombre proviene de la unión de los cantones de Uri, Schwyz, Lucerna y el ahora desaparecido cantón de Unterwalden, sustituido hoy por Nidwalden y Obwalden, por lo que actualmente podría hablarse del «lago de los Cinco Cantones».
Tiene una superficie total de 114 km², una altura de 434 m sobre el nivel del mar y una profundidad máxima de 214 m. La distancia desde la embocadura hasta la desembocadura del Reuss es de 38 km.
Se encuentra cerca de las montañas de Rigi, Pilatus, Bürgenstock, Stanserhorn y Urirotstock.
En él transcurre parte de la leyenda sobre Guillermo Tell, quien según ésta desencadenó la rebelión de los cantones suizos contra el Sacro Imperio Romano Germánico.
A sus orillas se encuentran las siguientes ciudades:
- Margen izquierda: Seedorf, Bauen, Seelisberg, Rütli y Treib (cantón de Uri); Beckenried, Buochs, Ennetbürgen, Bürgenstock, Stansstad y Hergiswil (cantón de Nidwalden); Kastanienbaum (LU) y St. Niklausen

- Margen derecha: Flüelen y Sisikon (Cantón de Uri); Brunnen y Gersau (Cantón de Schwyz); Vitznau, Weggis, Hertenstein y Greppen (Cantón de Lucerna); Küssnacht am Rigi y Merlischachen (Cantón de Schwyz); Meggen (Cantón de Lucerna)
- Lucerna

## Galería

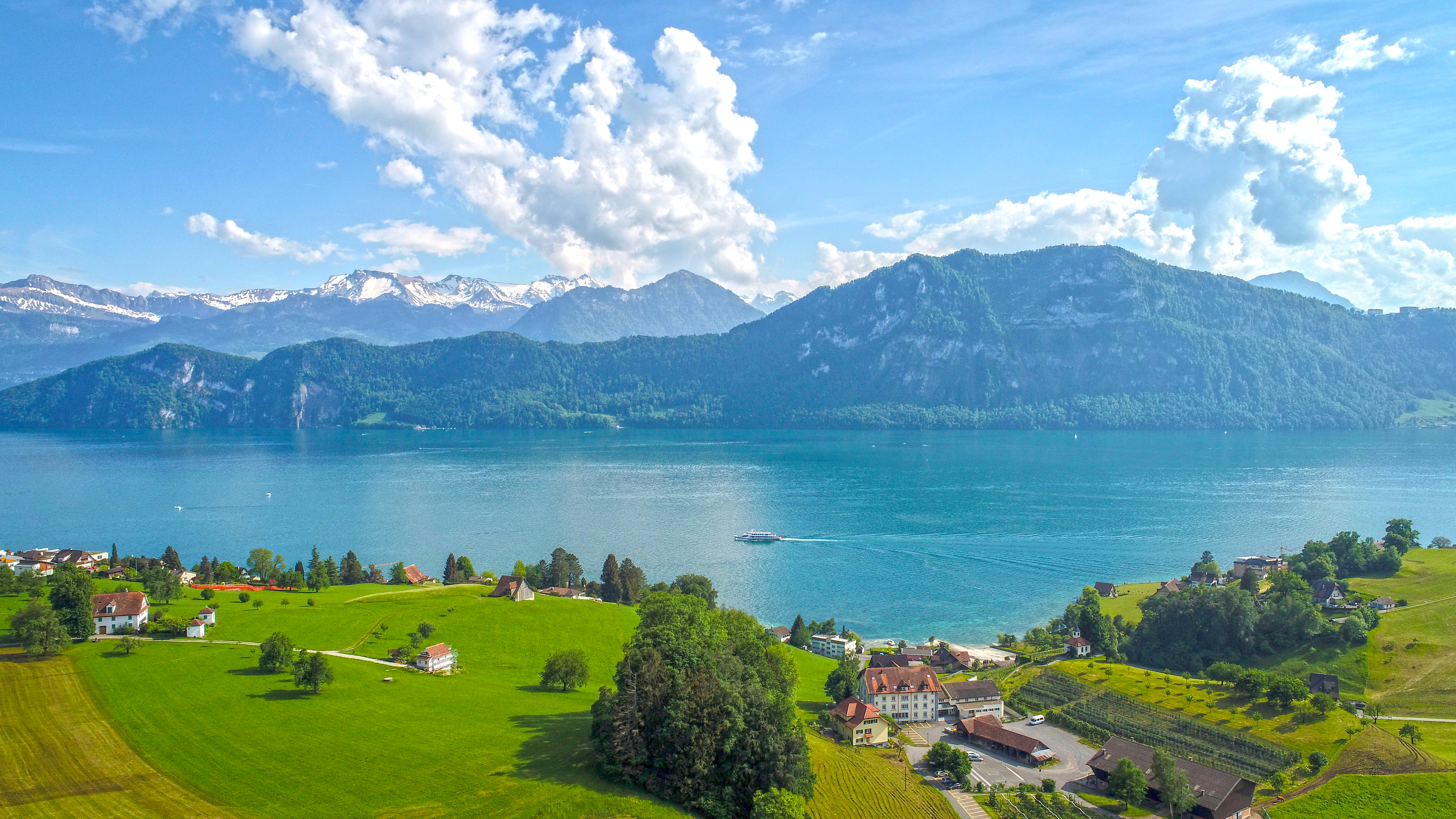
Vista del lago desde el pueblo de Weggis